# William Stevens Fielding

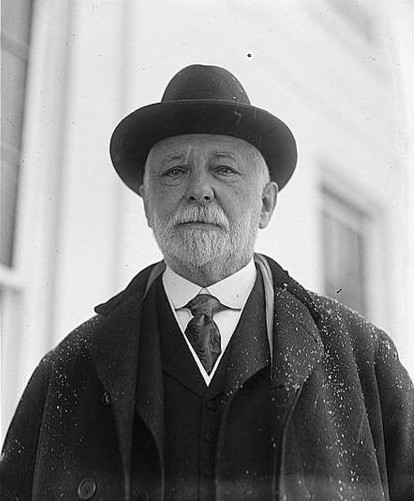
William Stevens Fielding

William Stevens Fielding PC PC (* 24. November 1848 in Halifax, Nova Scotia; † 23. Juni 1929)  war ein kanadischer Politiker der Liberalen Partei, der zwischen 1884 und 1896 Premierminister von Nova Scotia, 
fast 23 Jahre lang Abgeordneter des Unterhauses sowie Minister im 8. kanadischen Kabinett von Premierminister Wilfrid Laurier und im 12. Kabinett von Premierminister William Lyon Mackenzie King war. 

## Leben

### Abgeordneter, Minister und Premierminister in Nova Scotia

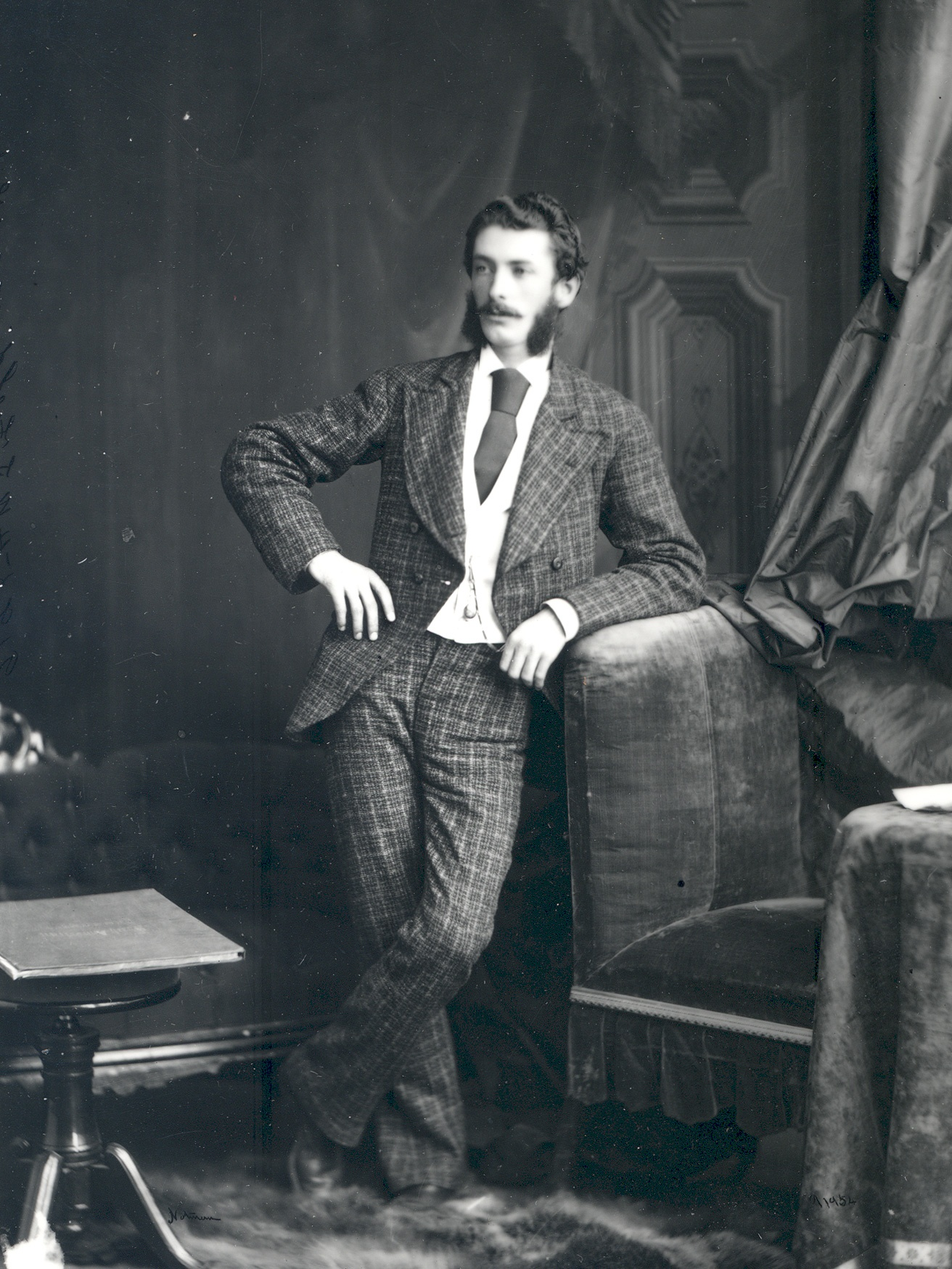
Fielding als junger Reporter des Halifax Morning Chronicle (1873)

Fielding war als Journalist beim Halifax Morning Chronicle, Korrespondent und Verleger tätig und wurde am 20. Juni 1882 erstmals als Mitglied in das Abgeordnetenhaus von Nova Scotia gewählt. Er vertrat dort bis zum 19. Juli 1896 den Wahlkreis Halifax County. Bereits kurz nach seiner Wahl wurde er am 22. Dezember 1882 von Premierminister William Thomas Pipes als Minister ohne Geschäftsbereich in die Regierung Nova Scotias berufen und schloss sich der 1883 gegründeten Nova Scotia Liberal Party an. Das Ministeramt bekleidete er bis Mai 1884.
Fielding war Gegner der Kanadischen Konföderation, die dazu geführt hatte, dass Nova Scotia 1867 eine Provinz Kanadas geworden war. Er gehörte zu den Führern der Kräfte der Unzufriedenen in den maritimen Provinzen.
Wenige Monate später wurde er am 28. Juli 1884, als Nachfolger von Pipes, selbst Premierminister von Nova Scotia und übte dieses Amt fast zwölf Jahre lang bis zum 18. Juli 1896 aus. Gleichzeitig fungierte er in dieser Zeit auch als Provinzsekretär. 1886 gewann er die Provinzwahl mit dem Versprechen, die Aufhebung des British North America Act von 1867 voranzutreiben.
Nachfolger als Premierminister wurde am 20. Juli 1896 George Henry Murray, der ebenfalls der Liberalen Partei angehörte.

### Bundesminister und Unterhausabgeordneter

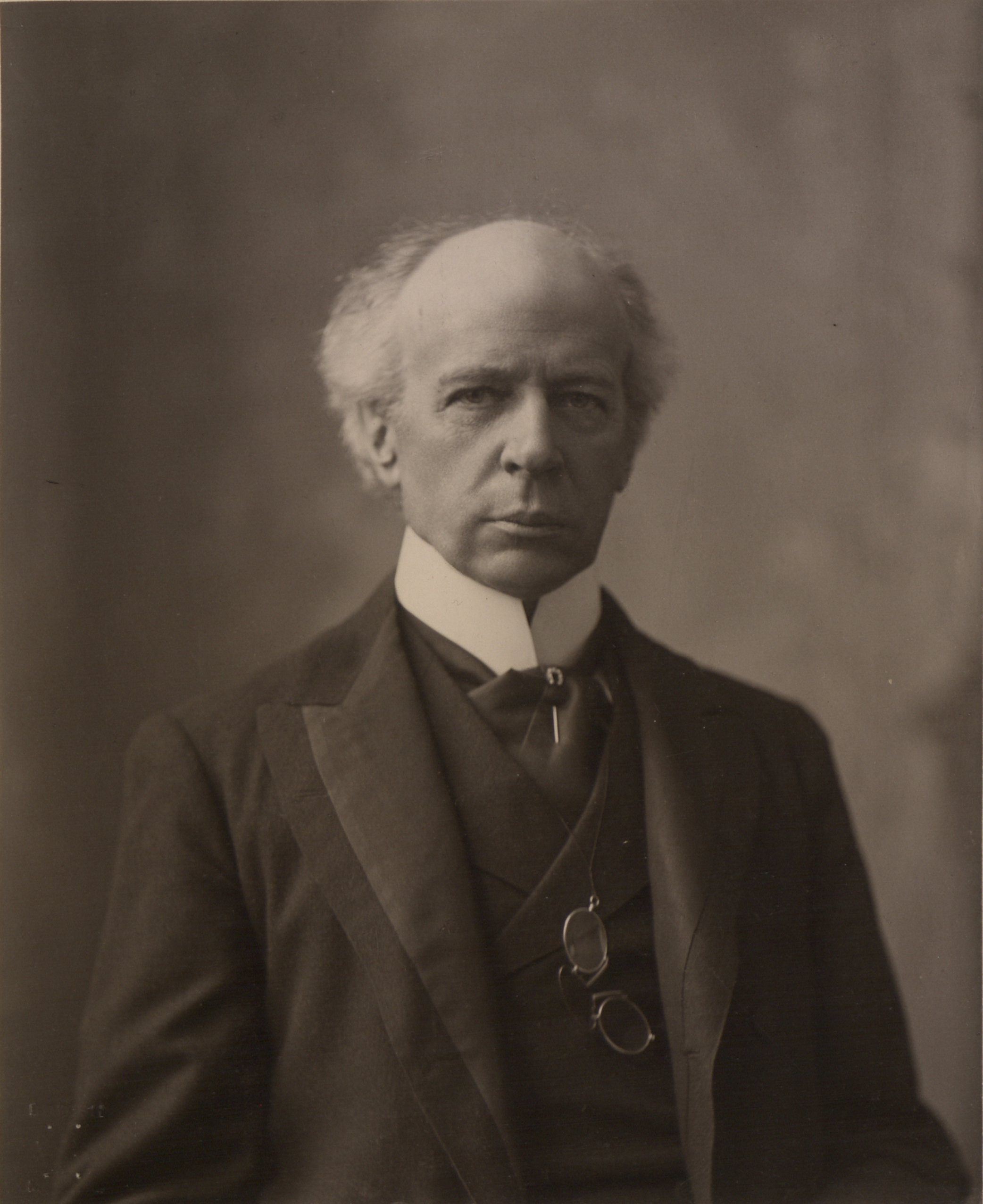
Zum Bruch mit Wilfrid Laurier, in dessen Kabinett er 15 Jahre lang Finanzminister war, kam es wegen der Wehrpflichtkrise von 1917

Nach Beendigung seiner Amtszeit als Premierminister von Nova Scotia wechselte Fielding in die Bundespolitik und wurde am 20. Juli 1896 von Premierminister Wilfrid Laurier als Finanzminister und Schatzmeister in das 8. kanadische Kabinett berufen. Er bekleidete diese Ämter bis zum Ende von Lauriers Amtszeit am 6. Oktober 1911. 
Kurz nach seiner Berufung in das Bundeskabinett wurde er am 5. August 1896 auch bei einer Nachwahl im in Nova Scotia gelegenen Wahlkreis Shelburne and Queen’s erstmals zum Abgeordneten in das Unterhaus gewählt. Er gehörte dem Unterhaus bis zu seiner Niederlage bei der Unterhauswahl am 21. September 1911 an. Zugleich bekleidete er im Kabinett Laurier vom 9. April bis zum 29. August 1907 geschäftsführend das Amt des Ministers für Eisenbahnen und Kanäle.
Als Finanzminister und Schatzmeister trat er für eine Stärkung der Wirtschaft, ausgeglichene Haushalte, Bundessubventionen für die Industrie und bilaterale Handelsübereinkünfte ein. Er führte eine für einen neuen Zoll ein, der britische Fabrikwaren bevorzugte, und schloss Handelsabkommen wie das Kanadisch-US-amerikanische Abkommen von 1911, das zum freien Handel mit landwirtschaftlichen Produkten geschlossen wurde. Dessen Ablehnung bei der Wählerschaft führte jedoch letztlich zur Niederlage der Liberalen Partei und der Regierung Laurier bei der Unterhauswahl 1911.

### Zeitweiliges Mitglied der Unionisten und Kandidatur als Parteivorsitzender der Liberalen

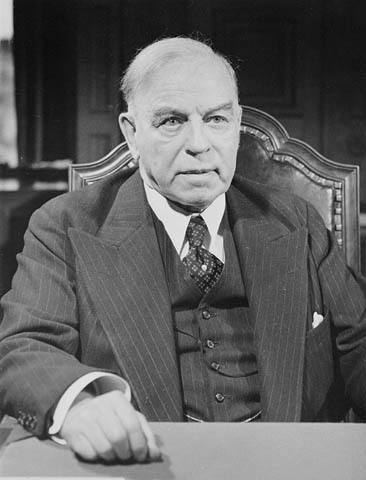
William Lyon Mackenzie King, sein parteiinterner Rivale bei der Wahl zum Vorsitzenden der Liberalen Partei 1919, berief Fielding 1921 wieder zum Finanzminister

Während des Ersten Weltkrieges kam es letztendlich zum Bruch zwischen Fielding und Laurier wegen der Wehrpflichtkrise von 1917. Zur Unterhauswahl am 17. Dezember 1917 schloss sich Fielding der von Premierminister Robert Borden aus Mitgliedern der Konservativen Partei und der Liberalen Partei gebildeten Unionistischen Partei an und wurde als deren Kandidat im Wahlkreis Shelburne and Queen’s wieder zum Abgeordneten in das Unterhaus gewählt. Später wechselte er wieder zur Liberalen Partei und gehörte dem Unterhaus nunmehr bis zu seinem freiwilligen Mandatsverzicht am 28. Oktober 1925 an. Er war damit mit Unterbrechungen fast 23 Jahre lang Mitglied der zweiten Kammer des kanadischen Parlaments.
Am 7. August 1919 bewarb er sich auf dem Parteitag in Ottawa um das Amt des Vorsitzenden der Liberalen Partei und lag im ersten Wahlgang nach William Lyon Mackenzie King (344 Stimmen, 36,3 Prozent) auf dem zweiten Platz (297 Stimmen, 31,3 Prozent) und deutlich vor den beiden anderen Bewerbern, George Perry Graham und dem geschäftsführenden Parteivorsitzenden Daniel Duncan McKenzie, die jeweils 153 Stimmen der Delegierten (16,2 Prozent) erhielten. Im zweiten Wahlgang entfielen auf King 411 Stimmen (43,8 Prozent), auf Fielding 344 (36,6 Prozent), auf Graham 124 Stimmen (13,2 Prozent) sowie auf McKenzie nur noch 60 (6,4 Prozent). 
Nachdem Graham und McKenzie daraufhin als Bewerber zurücktraten, kam es im dritten Wahlgang zu einem Duell zwischen King und ihm: Von den 914 Parteitagsdelegierten stimmten nunmehr 476 (52,1 Prozent) für King, der daraufhin Vorsitzender der Liberalen Partei wurde, während Fielding mit 438 Stimmen (47,9 Prozent) nur knapp verlor.
Nachdem King am 21. Dezember 1921 als Premierminister das 12. kanadische Kabinett bildete, berief er seinen früheren Rivalen Fielding zum Finanzminister und Schatzmeister in diese Regierung. Diese Ämter bekleidete er bis zu seinem Rücktritt aus gesundheitlichen Gründen am 4. September 1925. Er war dabei nicht nur wie üblich Mitglied des Kanadischen Kronrates, sondern wurde 1923 auch Mitglied des britischen Privy Council.

## Nachwirkung
Die kanadische Regierung, vertreten durch den für das Historic Sites and Monuments Board of Canada zuständigen Minister, ehrte Fielding am 19. Mai 1938 für sein Wirken und erklärte ihn zu einer „Person von nationaler historischer Bedeutung“.